# Wit-Russische Journalistenvereniging
De Wit-Russische Journalistenvereniging (BAJ) is een niet-gouvernementele organisatie in Wit-Rusland.

## Achtergrond
De BAJ werd opgericht in 1995 en is aangesloten bij de Internationale Federatie van Journalisten. De vereniging is een partner van de Verslaggevers Zonder Grenzen.
De vereniging vertegenwoordigt bijna 1000 mediawerkers en streeft onder moeilijke omstandigheden naar de verzekering van de vrijheid van meningsuiting en de rechten van het ontvangen en verspreiden van informatie, promotie van de professionele standaarden van journalistiek.
De vereniging verdedigt leden die worden geïntimideerd, gepest, verbannen of blootstaan aan strafvervolging. Journalisten die met de dood worden bedreigd, worden door de BAJ van rechtsbijstand voorzien en geholpen door de daders aan te klagen.

## Onderscheidingen
- In 2003 ontving de BAJ de Gouden Pen van de Vrijheid van de World Association of Newspapers.
- In 2004 ontving ze de Sacharovprijs voor de Vrijheid van Denken van het Europees Parlement. De Sacharovprijs is bestemd voor personen en organisaties die zich wijden aan de bescherming van de rechten en fundamentele vrijheden van de mens.